# 朱惠刚
朱惠刚（1955年—），广东台山人，汉族，中华人民共和国政治人物，第十一届全国人民代表大会北京地区代表。
毕业于中国共产党中央党校。中国共产党党员。担任北京铁路局常务副局长。2008年，当选为全国人大代表。2013年再次当选。